# Вальехо, Деметрио
Деметрио Вальехо (исп. Demetrio Vallejo; 7 ноября 1910 — 24 декабря 1985) — мексиканский железнодорожник, профсоюзный активист и деятель рабочего движения из Теуантепека (штат Оахака). Состоял в ряде левых партий. Вместе с Валентином Кампой считался лидером железнодорожных забастовок 1958—1959 годов, за что провёл 11 лет в заключении.

## Ранние годы
Вальехо родился в небольшом городке Эль-Эспиналь в семье коренных крестьян; его родителями были Деметрио Вальехо и Луиса Мартинес Энрикес. Он закончил начальную школу благодаря поддержке своей матери и в очень юном возрасте начал работать телеграфистом на железной дороге.
Вальехо работал на железной дороге с 1928 года, в 1934 году вступил в Мексиканскую коммунистическую партию (МКП), затем стал её региональным руководителем в Оахаке, однако впоследствии был исключён в 1946 году. В 1946 году Вальехо вступил в Объединённое социалистическое действие (Accion Socialista Unificada), а затем в Мексиканскую рабоче-крестьянскую партию (Partido Obrero-Campesino Mexicano, POCM) с момента её основания в 1950 году.
Считался защитником профсоюзной демократии. В 1948 году, принял активное участие в общественном движении, которое стремилось освободить профсоюз железнодорожников от корпоративизма и клиентализма правящей Институционно-революционной партии.

## Профсоюз железнодорожников

### Во главе забастовок
26 июня 1958 года руководимый им Союз железнодорожников Мексиканской Республики (Sindicato de Trabajadores Ferrocarrileros de la Republica Mexicana, STFRM) в штате Оахака начал стачечную волну: сперва работа прекращалась на 2 часа, затем продолжительность забастовки постепенно возросла до 8 часов в день, прежде чем, наконец, была объявлена всеобщая забастовка. STFRM последовал предложенному Вальехо «Плану Юго-Востока» — призыву к повышению заработной платы на 350 песо в месяц. Поскольку требования не были выполнены, начались забастовки. Они были поддержаны рабочими, однако те не смогли получить поддержку лидера своего собственного профсоюза Ортеги Эрнандеса.
В первой двухчасовой стачке 26 июня участвовали почти 60 000 членов профсоюза. На следующий день, 27 июня, прошла 4-часовая забастовка, а 28 июня — 6-часовая. Забастовка 28 июня охватила не только железнодорожников, но и нефтяников, учителей и студентов. Перед последними этапами забастовки вмешался президент Адольфо Руис Кортинес, предложив компромисс в 215 песо, что было принято всеми сторонами (как профсоюза, так и работодателей).

### Избрание
Возглавив забастовки железнодорожников в июле-августе 1958 года, Вальехо завоевал симпатии большинства железнодорожников. 12 июля 1958 года собрался Шестой чрезвычайный всеобщий съезд профсоюза, избравший Вальехо на должность генерального секретаря Национального железнодорожного совета. Однако министр труда и железнодорожная компания отказались принять избрание Вальехо на эту должность. Министерство внутренних дел потребовало восстановления прежних лидеров, фактически отменив голосование съезда. Вопреки этому, рабочие призвали к забастовке 31 июля 1958 года. Забастовка снова продлилась 2 часа и была поддержана профсоюзом электротехнических рабочих (SME) и членами профсоюза педагогов.
Правительство отреагировало на забастовки, 3 августа 1958 года полиция заняла помещения профсоюза железнодорожников и арестовала его инакомыслящих членов. После рейдов правительство предложило рабочим премию и повышение зарплаты, если они вернутся на работу. Работники не приняли это предложение под полицейскими дулами, и 6 августа 1958 года власти согласились провести новые выборы на должность Генерального секретаря. Из 100 000 работников, имевших право голоса, проголосовали около 60 тысяч человек, в результате чего 59 749 голосов было отдано за Вальехо и только 9 — за провластного кандидата.

### Генсек профсоюза
Занимая пост генерального секретаря, Вальехо отказался от ежемесячной зарплаты в 20 000 песо, причитавшейся ему по закону. Вальехо потребовал переводить её в казну профсоюза железнодорожников. В 1959 году рабочие железнодорожной компании Terminal del Valle de Mexico предложили Вальехо приобрести дом, но он отказался, вместо этого пустив собранные деньги на памятник в память об их первых победоносных забастовках августа 1958 года.
В феврале 1959 года истёк срок действия предыдущего коллективного договора с профсоюзами железнодорожников, и приближался крайний срок для заключения нового договора. Вальехо же продолжил представлять план по улучшению финансового положения железной дороги. Он заключался в повышении тарифов и прекращении субсидий, предоставляемых горнодобывающим и металлургическим компаниям США. Предполагалось, что эти изменения позволят повысить заработную плату железнодорожным рабочим и улучшить условия их труда. Однако работодатели на переговоры не шли, и 25 марта 1959 года была объявлена ещё одна забастовка.
В ответ администрация железных дорог отказалась признать забастовку и приказала членам профсоюза вернуться к работе, а президент Адольфо Лопес Матеос пошёл на силовое подавление стачки. С 26 марта было уволено более 13 000 сотрудников; около 800 были арестованы, 150 из них были обвинены в том, что они были коммунистическими агитаторами. Историки документируют реальное число задержанных в 3039 человек, 2600 были освобождены, 500 предстали перед судом. В последующие дни несколько рабочих вообще были убиты, когда полиция разгоняла протесты слезоточивым газом и дубинками.
В знак протеста против репрессий STFRM объявил всеобщую забастовку и часовую полную остановку работы. В Страстную пятницу, 27 марта, требования бастующих рабочих, сокращённые до оплачиваемого седьмого дня отдыха и немедленного прекращения репрессий, были представлены непосредственно президенту Лопесу Матеосу. Бастовало более 100 000 человек, финансовые потери составляли миллионы песо. В зоде подавления забастовки, парализовавшей страну, 28 марта профсоюзный вожак Вальехо и еще 28 человек были похищены силовиками (другой руководитель стачки Кампа был объявлен властями в розыск). Правительство мобилизовало несколько батальонов войск, а аресты распространились не только на железнодорожников, но и на сочувствующих преподавателей, крестьян и левых активистов.

### Тюремное заключение
Из арестованных Вальехо был приговорен к 11 годам и 4 месяцам тюремного заключения за «подстрекательство к мятежу», а также к 5 годам по другому обвинению. Правительство утверждало, что Вальехо был коммунистом (хотя он сам подтверждал, что вышел из компартии в 1946 году) и планировал забастовки вместе с сотрудниками советского посольства в Мехико — военным атташе и вторым секретарём, которые позже были высланы из страны.
Участие Вальехо в политической жизни не прекращалось во время его заключения: так, в 1960 году он проголосовал за воссоединение POCM с МКП. Вальехо и Кампа были освобождены только спустя десятилетие их одиннадцатилетнего заключения. В 1968 году, всё ещё находясь в заключении в Лекумберри, Вальехо начал голодовку, и студенты Национального автономного университета Мексики (УНАМ) начали свою собственную в знак солидарности. Одним из требований Национального забастовочного совета, ядра движения новых левых 1968 года в Мексике, было освобождение политических заключённых, включая и его самого.

## Освобождение и последующая деятельность
Набирающему вопреки жестоким репрессиям силу студенческому движению удалось добиться от президента Густаво Диаса Ордаса отмены закона против «социального разложения», и 27 июля 1970 года Кампа и Вальехо вышли на свободу. Однако последний отказался присоединиться к Кампе в Национальном совете железных дорог, вместо этого решив основать собственную группу — Движение профсоюзов железнодорожников (MSF).
В 1974 году Вальехо вместе с Дионисио Норьегой Апарисио и Эберто Кастильо выступил соучредителем Мексиканской партии трудящихся (Partido Mexicano de los Trabajadores), в которую вошли недавные участники студенческого движения, представители троцкистских и других левых течений. Среди других членов политической традиции, вылившейся в эту партию, были писатель Карлос Фуэнтес и двое генералов-ветеранов Мексиканской революции — экс-президент Ласаро Карденас и Эриберто Хара.
Впрочем, затем из этой партии Вальехо исключили. В 1985 году он был избран федеральным депутатом от Объединённой социалистической партии Мексики, однако в том же году он умер, и его место занял Алехандро Энсинас Родригес. Роман Элены Понятовской «Поезд проходит первым» (El tren pasa primero) пересказывает биографию этого персонажа под именем Тринидад Пинеда Чиньяс.